# Joghurtgetränk
Ein Joghurtgetränk in der traditionellen, orientalischen Zubereitung wird als Dugh in Persien und Afghanistan, Laban in Jordanien und im Libanon, als Lassi in Indien und Ayran in der Türkei bezeichnet. 
Die Rezeptur kann variiert werden: 
1:1 (oder 2:1) Joghurt und Wasser, etwas Salz; süß mit Zucker und Safran, Fruchtsaft oder pürierten Früchten (z. B. als Mango-Lassi), gewürzt und salzig als Namkeen-Lassi. Besonders eignet sich, wegen des höheren Fettgehalts, griechischer oder türkischer Joghurt, da es sich beim Fett um den Hauptaromaträger handelt. Manchmal wird auch ein Teil des Joghurts durch Saure Sahne ersetzt, um den Fettgehalt zu erhöhen. Joghurtgetränke sind auch Mittel zur „Kühlung“ beim Verzehr von scharf gewürzten Speisen.
Moderne Joghurtgetränke finden sich im Lebensmittelhandel in vielen Varianten, oft auch angepriesen als Functional Food, als Nahrung mit positiver gesundheitlicher Wirkung, deren Ausmaß allerdings meist umstritten ist. Wissenschaftler des Braunschweiger Helmholtz-Zentrums für Infektionsforschung wiesen jedoch an Kulturen des Bakterienstamms Escherichia coli Nissle (E. coli Nissle) z. B. zumindest die Linderung von Darmleiden bei Tierversuchen nach.

## Einzelbelege
1. ↑  www.welt.de -  „Joghurt-Bakterien heilen tatsächlich“, 20. Dezember 2007